# SN 2009dc
SN 2009dc – supernowa typu Ia odkryta 25 kwietnia 2009 roku w galaktyce UGC 10064. Jej maksymalna jasność wynosiła 15,19m.